# ناحیه سریانه
ناحیه سریانه (به عربی: دائرة سریانة) یک ناحیه در الجزایر است که در استان باتنه واقع شده‌است.